# 仲子隆司
仲子 隆司（なかこ たかし）は、日本の元アマチュア野球選手である。ポジションは投手。

## 来歴・人物
佐久間高校では、3年生時に1963年夏の甲子園県予選で準々決勝に進むが静岡高校に敗退し、甲子園への出場は実現しなかった。
高校卒業後は日本楽器に入社。1965年の第36回都市対抗野球大会に出場した。同年のドラフト会議で中日ドラゴンズから9位指名されたが入団を拒否。翌年の第37回都市対抗野球大会にも大昭和製紙の補強選手として出場し、この年の第20回ベーブルース杯争奪大会でチームの初優勝に貢献し、最高殊勲選手にも選ばれた。同年のドラフト会議でも東京オリオンズから4位指名されたが入団を拒否。1967年の第38回都市対抗野球大会でチームの決勝進出に貢献したが、その決勝戦でエースの平松政次を擁する日本石油に敗れた。この大会で大会優秀選手に選ばれた。同年の第7回アジア野球大会の日本代表のメンバーにも選出された。